# Glochiden

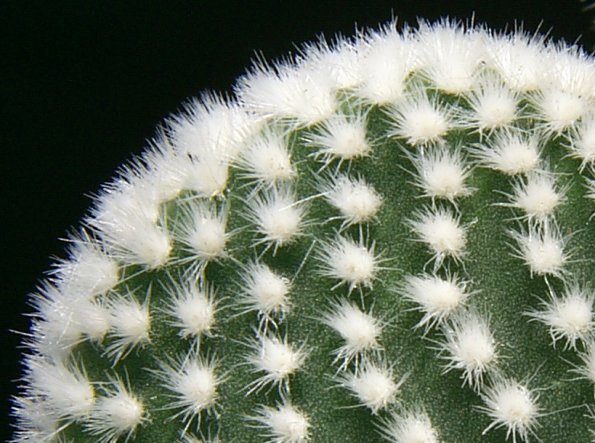
Op deze close-op foto zijn de glochiden van deze Opuntia duidelijk te zien.

Glochiden zijn kleine, bijna onzichtbare, van weerhaken voorziene, haartjes van 2 tot 3 mm lang op de areolen van cactussen (met name uit het geslacht  Opuntia en verwanten) en op andere planten.  Glochiden van Opuntia's  breken makkelijk af van de plant en blijven met tientallen of zelfs honderden in de huid steken bij aanraking van de plant. Elk kussentje bevat honderden doorntjes.